# Redcliff
Redcliff är en ort i Kanada.   Den ligger i provinsen Alberta, i den södra delen av landet, 2 600 km väster om huvudstaden Ottawa. Redcliff ligger 740 meter över havet och antalet invånare är 5 588.
Terrängen runt Redcliff är platt, och sluttar österut. Närmaste större samhälle är Medicine Hat, 8,9 km sydost om Redcliff.
Trakten runt Redcliff består i huvudsak av gräsmarker. Runt Redcliff är det tätbefolkat, med 459 invånare per kvadratkilometer.